# Chaetosphaeria barbicincta
Chaetosphaeria barbicincta är en svampart som först beskrevs av Ellis & Everh., och fick sitt nu gällande namn av M.E. Barr 1993. Chaetosphaeria barbicincta ingår i släktet Chaetosphaeria och familjen Chaetosphaeriaceae.   Inga underarter finns listade i Catalogue of Life.